# Choe Myong-ho
Dans ce nom coréen, le nom de famille, Choe, précède le nom personnel.
Choe Myong-ho (hangeul 최명호) est un footballeur nord-coréen né le 3 juillet 1988 à Pyongyang.

## Biographie
Choe Myong-ho a d'abord joué dans l'équipe du ministère nord-coréen de l'Industrie légère (Kyonggongop SG).
Membre de la sélection nord-coréenne, il a marqué trois buts en quatre matches lors du Championnat du monde U-17 en 2005 au Pérou, puis a participé à la coupe du monde d'Asie junior en 2006. Considéré comme l'un des plus grands espoirs du football nord-coréen, il a été élu Jeune joueur de l’année 2005 par la Confédération Asiatique de Football. Il est surnommé le "Ronaldo coréen", notamment par les médias chinois.
Il a rejoint en 2006 le club russe Krylia Sovetov Samara, avec son compatriote Ri Kwan-myong. Cantonné à l'équipe réserve, il fait ses grands débuts le 27 juin 2007 à l’occasion d’un huitième de finale de Coupe de Russie contre le FC Kamaz mais il lui faut encore attendre le 2 mai 2008 et la 8e journée pour débuter en championnat, lors du match Samara - Amkar Perm. À Samara, il côtoie le joueur Sud-coréen Oh Beom-seok avec qui il maintiendra des relations cordiale malgré les tensions entre les deux pays.
En 2009, Choe se voit exclu du groupe pro et quitte le Krylia après 3 saisons en ayant participé qu'à un seul match de championnat.
De retour à Pyongyang, Choe Myong-ho retrouve la sélection nord-coréenne et gagne l'AFC Challenge Cup 2010 au Sri Lanka. Il n'est par contre pas retenu dans le groupe de 23 pour la Coupe du monde de football 2010.
Il mesure 1,72 m et pèse 66 kg.